# Amalarico (rei suevo)
Amalarico, rei suevo (morto em 585). Reinou por um curtíssimo espaço de tempo. Foi o último rei dos suevos, sucedendo a Andeca.
Ainda como pretendente, enfrentou os Visigodos de Leovegildo, sendo por estes derrotado antes mesmo de ser empossado como rei. Os domínios suevos passaram então definitivamente aos Visigodos.